# Тоно-Бунге

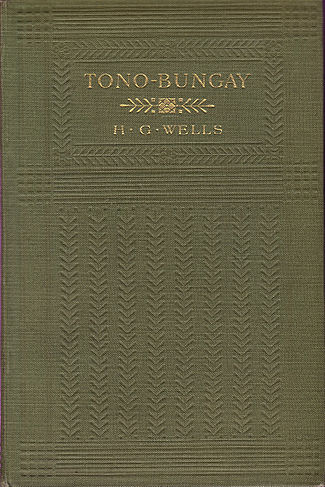

«Тоно-Бунге» (англ. Tono-Bungay) — реалістичний напів-автобіографічний роман англійського письменника Герберта Веллса. Написаний в 1909 році.

## Сюжет
Він розповідає про Джорджа Пондерво, студента-науковця, який допомагає з просуванням «Тоно-Бунге» — шкідливих стимуляторів, замаскованих під чудові ліки від усіх хвороб, створенних його амбіційним дядьком Едвардом. На основі «Тоно-Бунге» були засновані та запатентовані ліки. Коли продаж нових ліків зростає, Джордж набуває досвіду і його соціальний статус швидко зростає, піднімаючи до багатств і можливостей, про які він ніколи не думав, і які йому дійсно необхідні…

## Критика
Початкові відгуки були неоднозначними. Роман був розкритикований Г'юбертом Блендом і Робертсоном Ніколлом, але газета Daily Telegraph назвала його "шедевром". Гілберт Мюррей високо оцінив книгу в трьох окремих листах до автора, порівнюючи Уеллса з Левом Толстим. Біограф Вінсент Бром писав, що «Тоно-Бунгай став свіжим і яскравим для чоловіків і жінок покоління Уеллса. Ці великі запитання, виклик одній вічній істині за одною, потрясли їхній світ і спосіб життя, і все це було надзвичайно захоплюючим».
Сам Уеллс був «схильний вважати «Тоно-Бунгай» найкращим і найдовершенішим романом у загальноприйнятих рядках», який він «написав або коли-небудь міг написати».
На думку одного з біографів Уеллса, Девіда С. Сміта, Кіппс, «Історія містера Поллі» та «Тоно-Бунгая» разом дозволяють Уеллсу «посісти постійне місце в англійській художній літературі, близько до Діккенса через надзвичайну людяність деяких його героїв, а також через його здатність посилатися на місце, клас, соціальну сцену . Ці романи також дуже особисті, розглядаючи аспекти Власне життя Уеллса, питання, які піддадуться нападам пізніше, але лише після того, як він додасть свої сексуальні та позашлюбні погляди до особистої сторони своєї роботи».